# Aspalathus complicata
Aspalathus complicata là một loài thực vật có hoa trong họ Đậu. Loài này được (Benth.) R.Dahlgren miêu tả khoa học đầu tiên.